# آنتونیا آرسلان
آنتونیا آرسلان (ارمنی: Անտոնիա Արսլան؛ زادهٔ ۱ ژانویهٔ ۱۹۳۸) انسان‌شناس، نویسنده، و استاد دانشگاه ارمنی‌تبار اهل ایتالیا است. وی استاد ادبیات ایتالیایی معاصر در دانشگاه پادووا می‌باشد.

## زندگی‌نامه
آنتونیا در ۱۹۳۸ در پادووا به دنیا آمد و از دانشگاه پادووا دانش‌آموخته شد. وی همچنین برندهٔ جوایزی همچون مدال موسس خورناتسی (۲۰۱۰) شده‌است.

## تالیفات
- Dame, droga e galline. Il romanzo popolare italiano fra Ottocento e Novecento. Cleup, 1977.
- Dame, galline e regine. La scrittura femminile italiana fra '800 e '900. Guerini e Associati, 1999.
- La masseria delle allodole. Rizzoli, 2004 (deutsch Das Haus der Lerchen)
- La strada di Smirne. Rizzoli, 2009.
- Il cortile dei girasoli parlanti, Piemme, 2011. شابک ‎۹۷۸۸۸۵۶۶۱۹۷۳۷
- Il libro di Mush, Skira narrativa, 2012. شابک ‎۹۷۸۸۸۵۷۲۱۱۵۱۰
- Il calendario dell'avvento, Piemme, 2013. شابک ‎۹۷۸۸۸۵۶۶۳۱۰۹۸
- Il rumore delle perle di legno, Rizzoli, 2015. شابک ‎۹۷۸۸۸۵۸۶۷۹۰۵۰